# Gare de Dwight
 (août 2018).
La gare de Dwight est une gare de voyageurs en Dwight, Illinois, États-Unis, servi par Amtrak, le système national de chemin de fer voyageurs. L'historique Dépôt Dwight, en service de 1891 à 2016, a servi le trafic de passagers Amtrak entre Chicago et Saint Louis, via le Service Lincoln former. Le service passagers a déménagé de l'ancien dépôt sud vers une nouvelle gare en octobre 2016.
La station Dwight 2016 a remplacé le dépôt historique de Chicago et Alton Dwight (maintenant un musée) qui servait la communauté depuis 1891. En août 2015, la construction a commencé sur un nouveau 800 pieds carrés (74 m2) bâtiment de la gare dédié aux passagers Amtrak. Le nouveau bâtiment a été estimé à 3,77 millions de dollars, partiellement financé par des fonds fédéraux dans le cadre de la modernisation des trains à grande vitesse sur le Service Lincoln route. La nouvelle gare ferroviaire à grande vitesse a été construite sur la rue South Columbia, un pâté de maisons au sud-ouest du dépôt historique. L'abri et les toilettes du nouvel établissement devaient être ouverts 24 heures sur 24. La nouvelle station a ouvert ses portes le 29 octobre 2016.

## Histoire
La gare est construite en 1891 par le Chicago and Alton Railroad.

### Desserte
Ligne d'Amtrak :
- Le Lincoln Service: Saint-Louis - Chicago